# Mașcăuți, Criuleni
Mașcăuți este un sat din raionul Criuleni, Republica Moldova.

### Etimologie
Denumirea Mașcăuți se trage de la Macicăuți, sat cu prisacă și vaduri de moară, care și-a luat denumirea de la Macico Rusul, care a stăpânit, după cum arătau răzeșii de pe jumătate de jos a satului, vadul vechi de moară, vadul cel din jos, unde au fost moara lui.
Despre formarea satului există o legendă, precum că pe timpurile când năvăleau tătarii și turcii în țară, aici locuia un voinic pe nume Uță Mașcu.

## Istoric

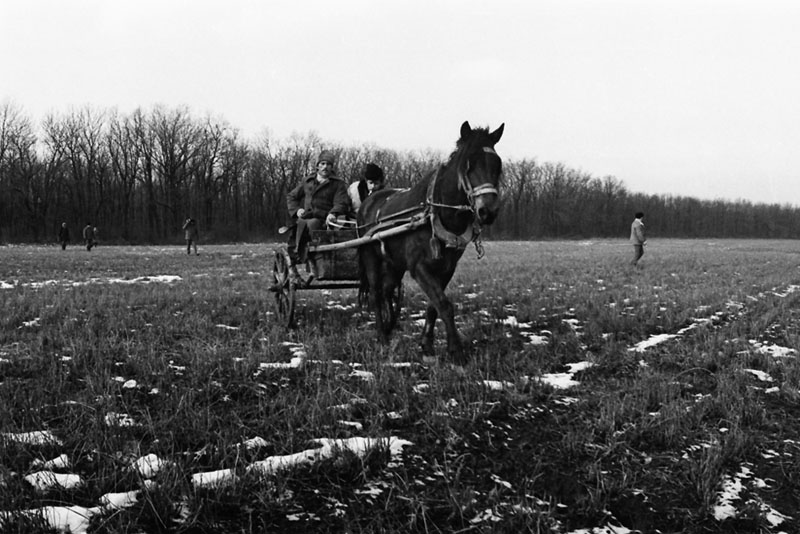
Înregistrarea filmului Viforul roșu, în apropiere de Mașcăuți (1971).

Primul document care menționează moșia în cauză datează din 17 iulie 1436; este vorba de un hrisov emis de cancelaria domnilor Țării Moldovei Ilie și Ștefan către logofătul Oncea, căruia i se întărea o seamă de localități rurale:
„Din mila lui Dumnezeu, noi, Ilie voievod, și fratele domniei mele, Ștefan voievod, domnii Țării Moldovei. Facem cunoscut, cu această carte a noastră, tuturor celor care o vor vedea sau o vor auzi citindu-se, că această adevărată slugă și boier al nostru credincios, pan Oancea logofăt, a slujit mai înainte sfântrăposatului părintelui nostru cu dreaptă și credincioasă slujbă, iar astăzi ne slujește nouă cu dreaptă și credincioasă slujbă. De aceea, noi, văzând dreapta și credincioasa lui slujbă către noi, l-am miluit cu deosebita noastră milă și i-am dat și i-am întărit vislujenia lui, satele pe Răut, anume: Procopinți, unde au fost Procop și Vasile vătămani, cu moară, și Macicăuți, cu prisacă, și Cozarăuți, și Fântâna Albă, și, la gura Volcinețului, unde se unește cu Cotovțea, și, la Itchil, între Crotolci, mai jos de unde stă Piatră, mai sus de locul lui Oțel, și lângă Bâc, de cealaltă parte, pe valea ce cade în dreptul Cheșenăului lui Acbaș, la Fântână, unde este seliștea Tătărească, în dreptul păduricii. Toate acestea să-i fie uric, cu tot venitul, și copiilor lui, și fraților lui, și nepoților lui de soră, și nepoților lui de frate, și nepoților lui de fiu, și strănepoților lui, și răstrănepoților lui și celui mai apropiat neam al lui, neclintit niciodată, în veci.

...

Iar pentru mai mare întărire a tuturor celor mai sus-scrise, am poruncit să atârne pecetea noastră la această carte a noastră.

La Vaslui, în anul 6944 <1436> iulie 17.

Ghedeon a scris.”
În data de 9 noiembrie 1819, este sfințită noua biserica din piatră cu hramul Sf. Voievozi, ctitorită de proprietarul acestui sat, comisul Alexandru Panaiate.
În anul 1904, populația satului Mașcăuți a fost estimată la 2.914 de suflete și 469 case.

## Geografie
Satul Mașcăuți este așezat în centrul Republicii Moldova, în partea de nord-vest a raionului Criuleni, la o distanță de 60 km de orașul Chișinău. Este singurul sat cu acest nume din Republica Moldova. Moșia satului este de 4.258 ha, iar suprafața locuită este de 156 ha. Localitatea se întinde pe o lungime de 3 km și o lățime de 1,5 km, fiind scăldată partea dreaptă de râul Răut, cu litoral de circa 7 km. Mașcăuți se învecinează la est cu satul Morovaia, Butuceni, Holercani, la sud cu Bălășești și Jevreni, la vest cu Hîrtopul Mare, iar la nord cu Brănești.

### Relieful

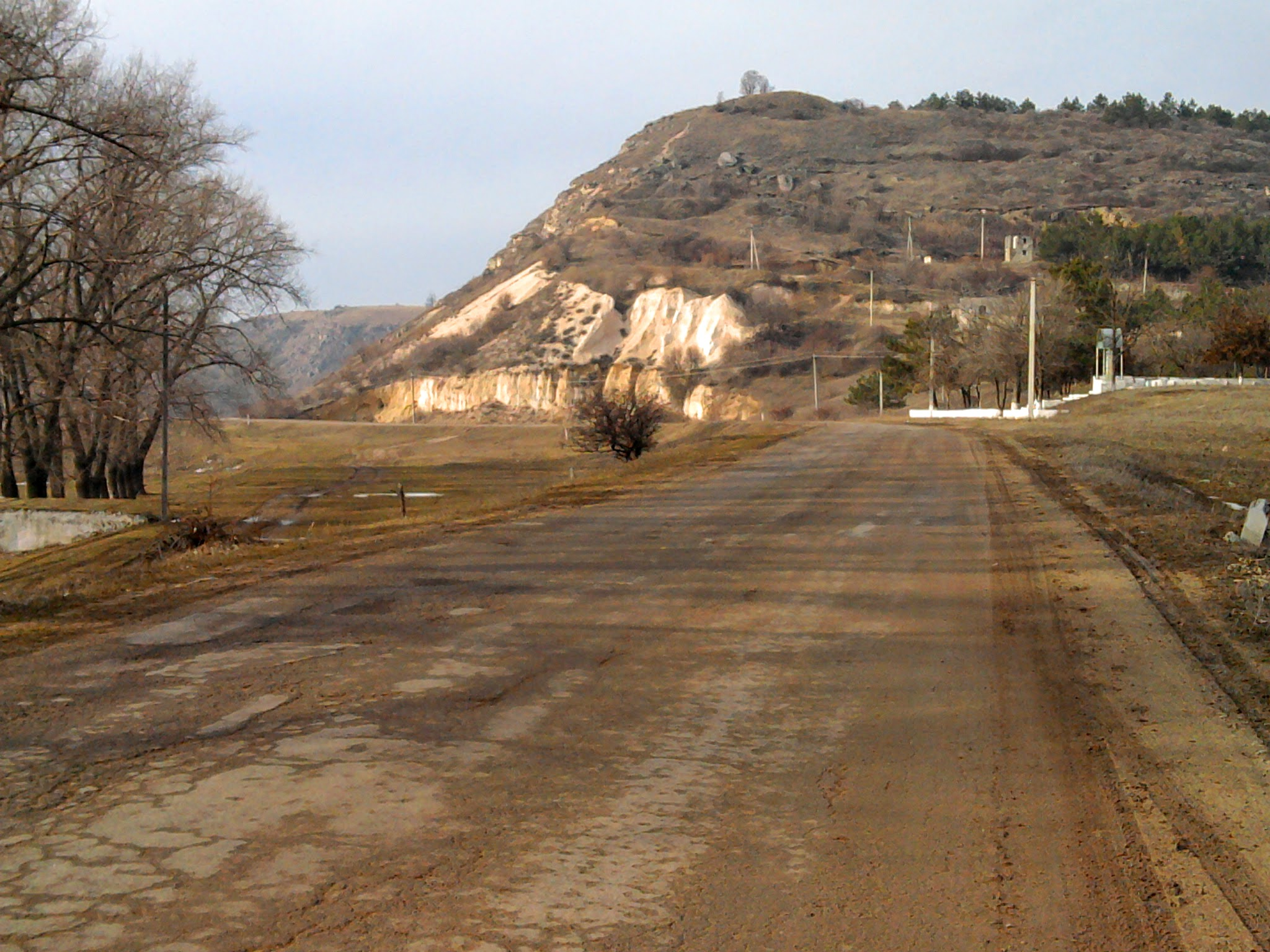
Relief carstic lângă localitate.

Relieful satului Mașcăuți este caracterizat de cumpene de ape și dealuri unde se întâlnesc pante abrupte înalte de 100 m deasupra nivelului mării. Procesele de eroziune și alunecările de teren au adus la formarea hârtoapelor, văilor și vâlcelelor. În sat se întâlnesc diverse roci, piatră-calcar și de natură argilosă și nisipo-argiloase. În unele locuri lutul și nisipul ies la suprafață, cum ar fi la Lutărie (denumire dată de popor) sau la Năsâpărie de unde oamenii iau nisip pentru construcții.
În special în Mașcăuți sunt predominante dealurile și văile, râpele. Dintre cele mai cunoscute sunt: Dealul Chiclău, Dealul Roman, Dealul Chirău, Dealul Ișiului, Dealul Prilejnei, Dealul Săracului,  Valea lui Stan, Valea Izvoarelor, Râpa Chirău, Râpa Hucișca, Râpa Șarbin, Râpa Moroveii etc.
Solurile satului în proporție de 75 % cernoziomuri obișnuite și carbonatice.

### Clima
Satul Mașcăuți este situat în brâul temperat-continental și face parte din zona Podișului Central. Condițiile agroclimaterice permit dezvoltarea unor ramuri ale agriculturii cum ar fi: viticultura, pomicultura, cultura cerealelor. Factorii ce favorizează acest tip de climă sunt masele de aer reci ale anticiclonului continental și aer cald uscat care are un caracter de trecere de la clima Europei de Vest spre clima Europei de Est provocând schimbări în perioada anotimpurilor de primăvară și iarnă.
Localitatea este bogată în ape subterane, reprezentate sub formă de izvoare și fântâni.

## Demografie

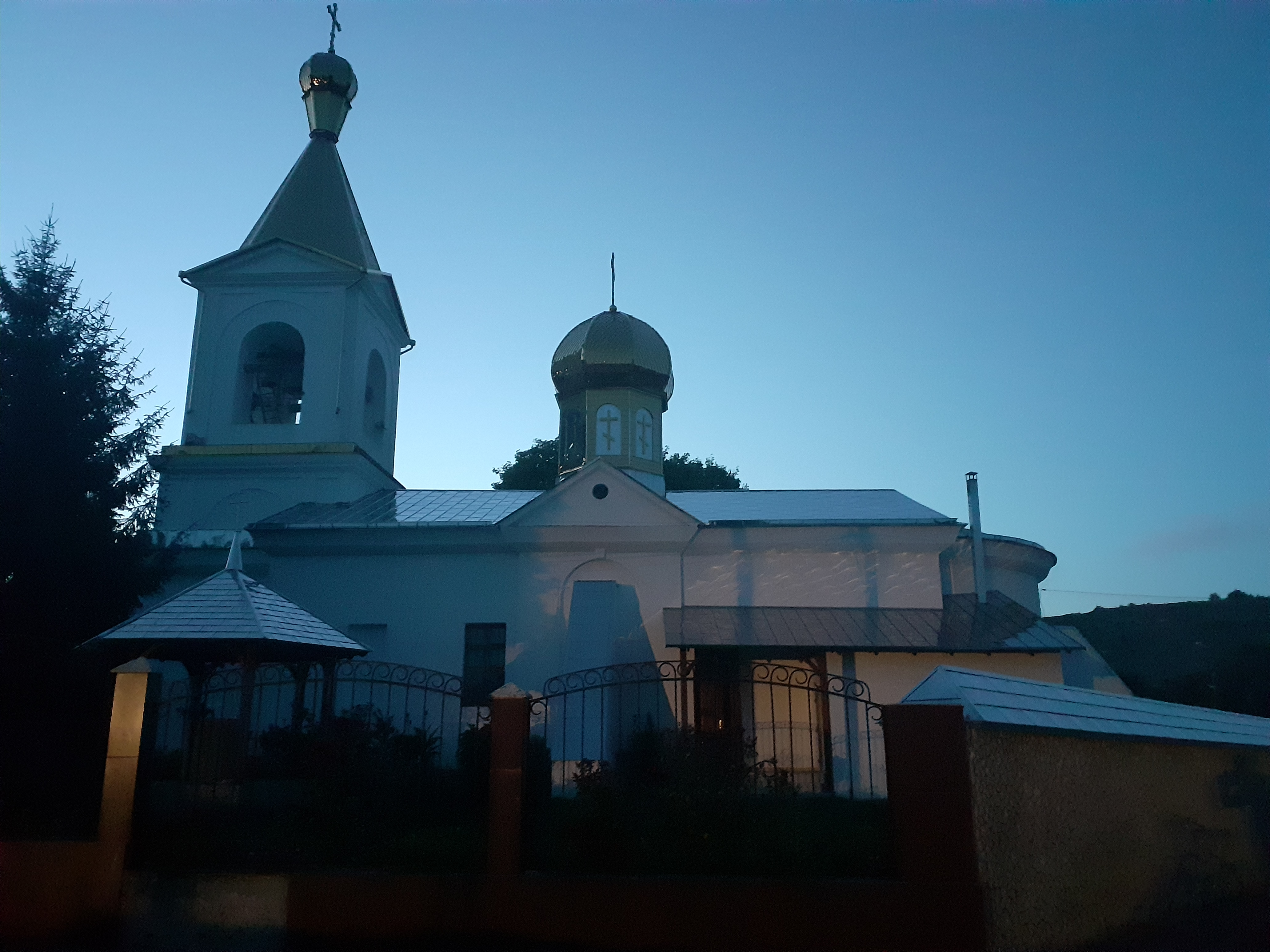
Biserica „Acoperământul Maicii Domnului” din sat, monument ocrotit de stat.

Conform datelor recensământului din anul 1994, populația satului este constituită de 4.274 persoane, dintre care 2.036 bărbați și 2.283 femei.
În anul 2004 la Mașcăuți existau 230 de gospodării și o populație de 4.250, dintre care 2.220 bărbați și 2.250 femei.

## Administrație și politică
Componența Consiliului local Mașcăuți (13 consilieri), ales la 5 noiembrie 2023, este următoarea:
|  | Partid                                        | Consilieri | Componență | Componență | Componență | Componență | Componență | Componență | Componență | Componență | Componență | Componență |
|  | --------------------------------------------- | ---------- | ---------- | ---------- | ---------- | ---------- | ---------- | ---------- | ---------- | ---------- | ---------- | ---------- |
|  | Partidul Acțiune și Solidaritate              | 10         |            |            |            |            |            |            |            |            |            |            |
|  | Coaliția pentru Unitate și Bunăstare          | 2          |            |            |            |            |            |            |            |            |            |            |
|  | Partidul Dezvoltării și Consolidării Moldovei | 1          |            |            |            |            |            |            |            |            |            |            |

## Galerie de imagini

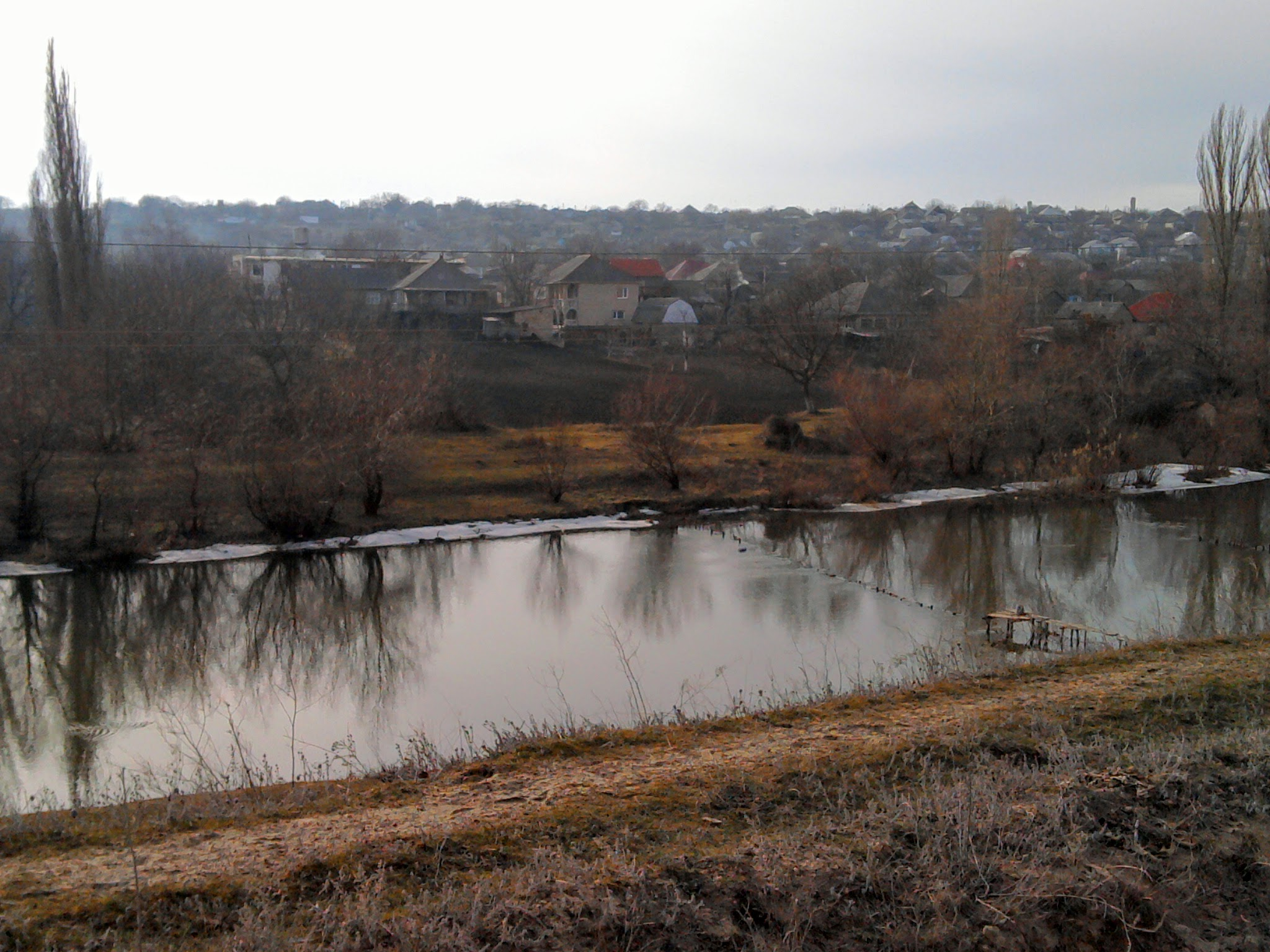
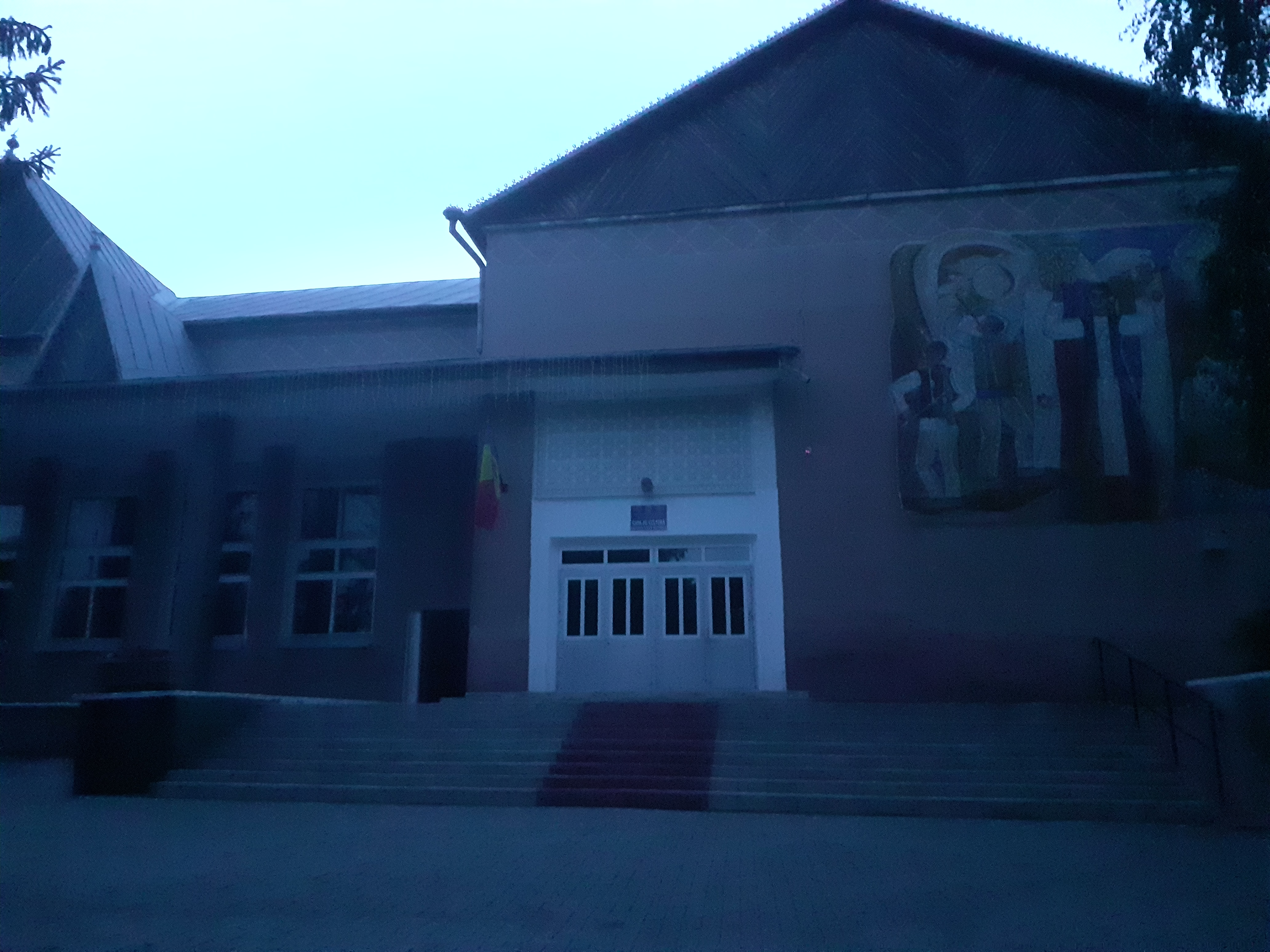
Casa de cultură
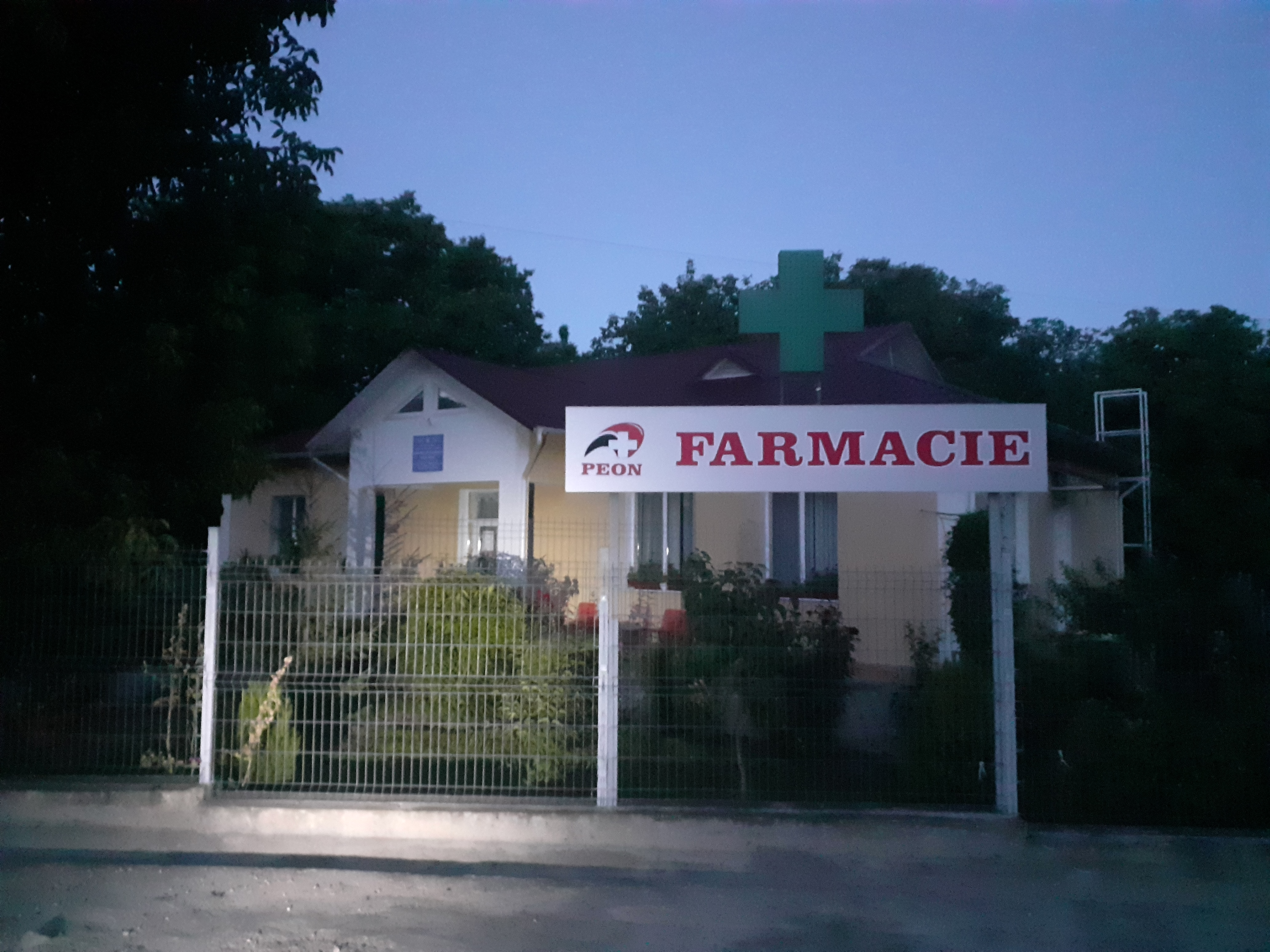
Centrul de sănătate
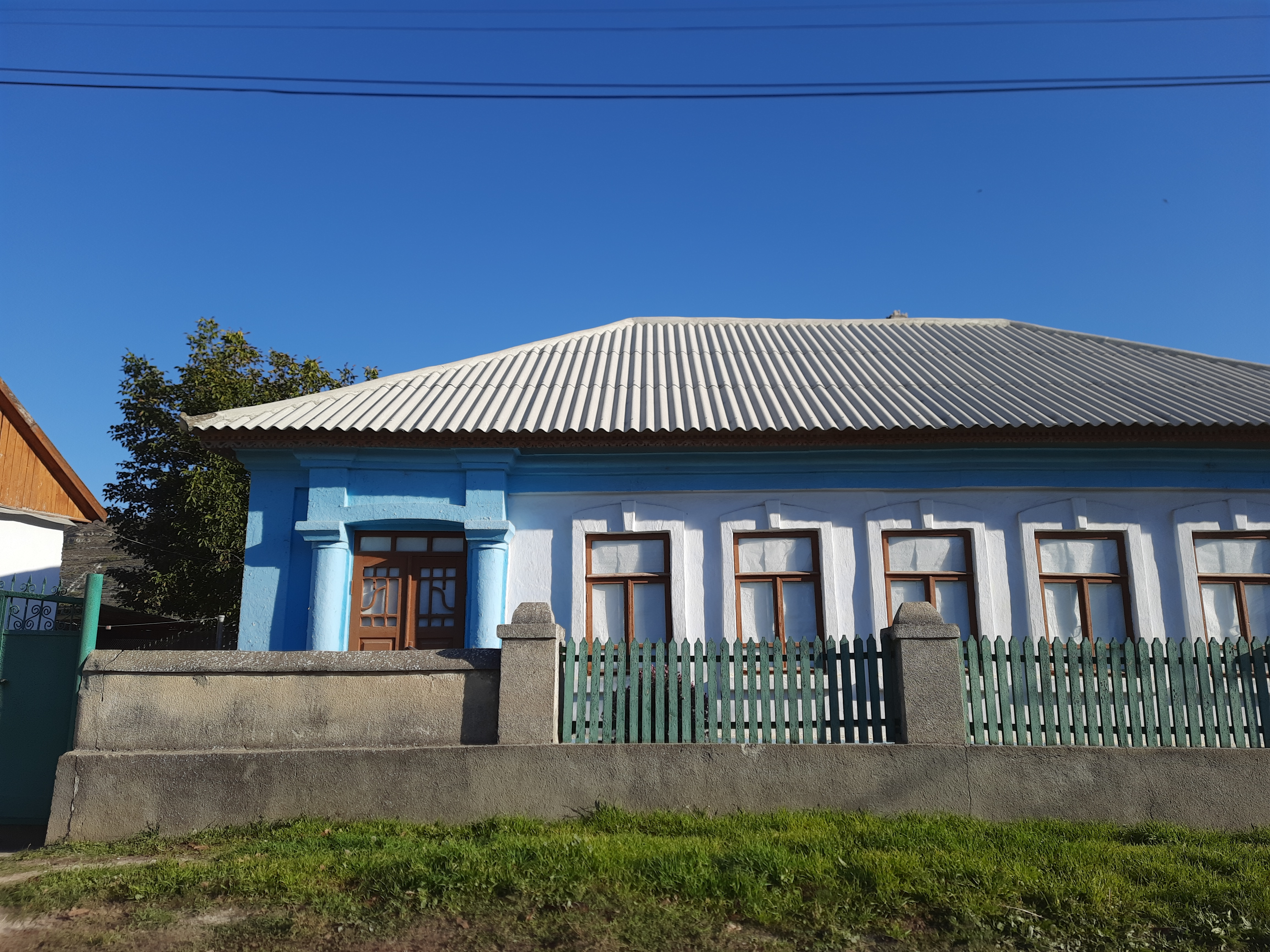
Casă de locuit
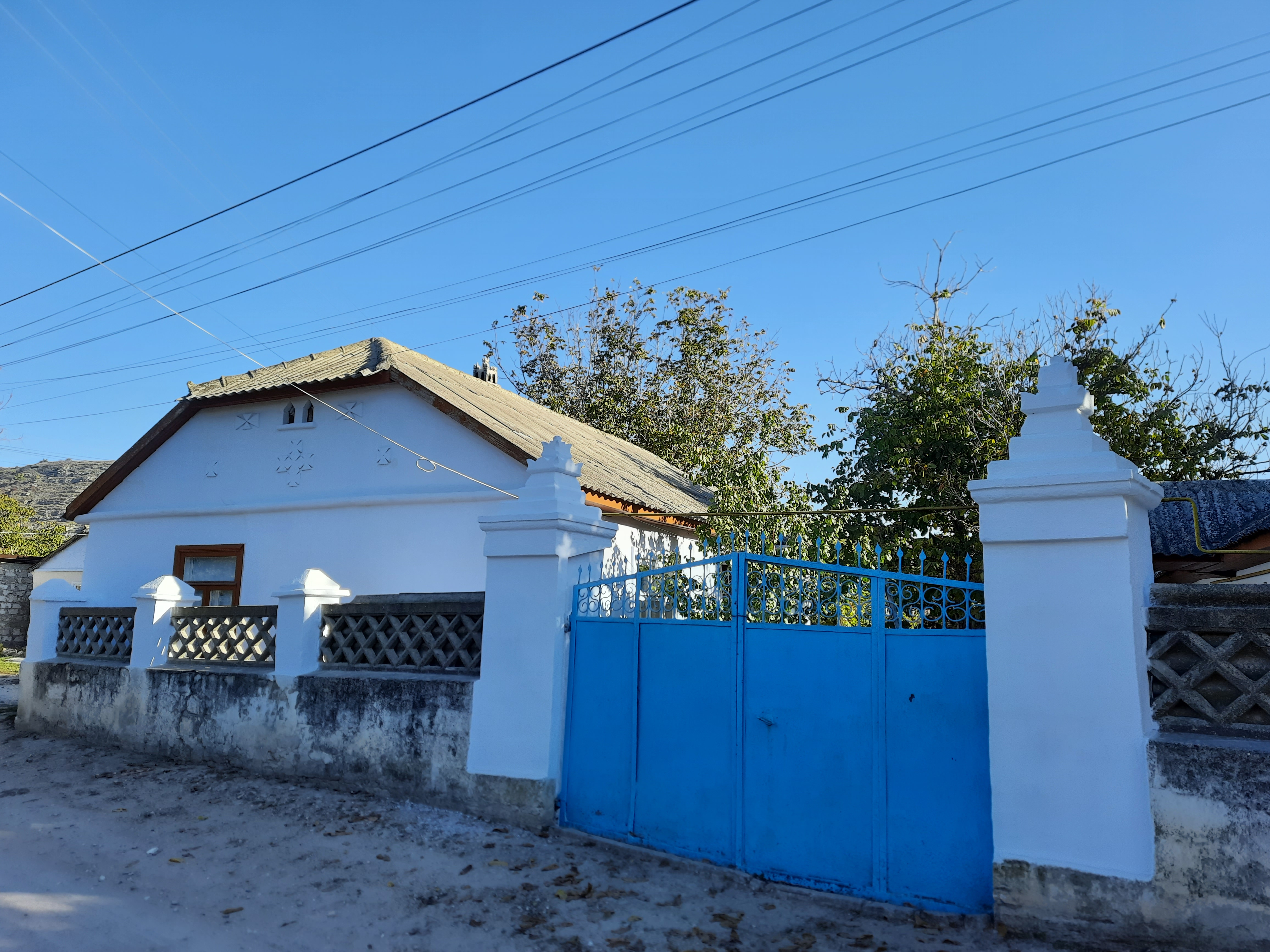
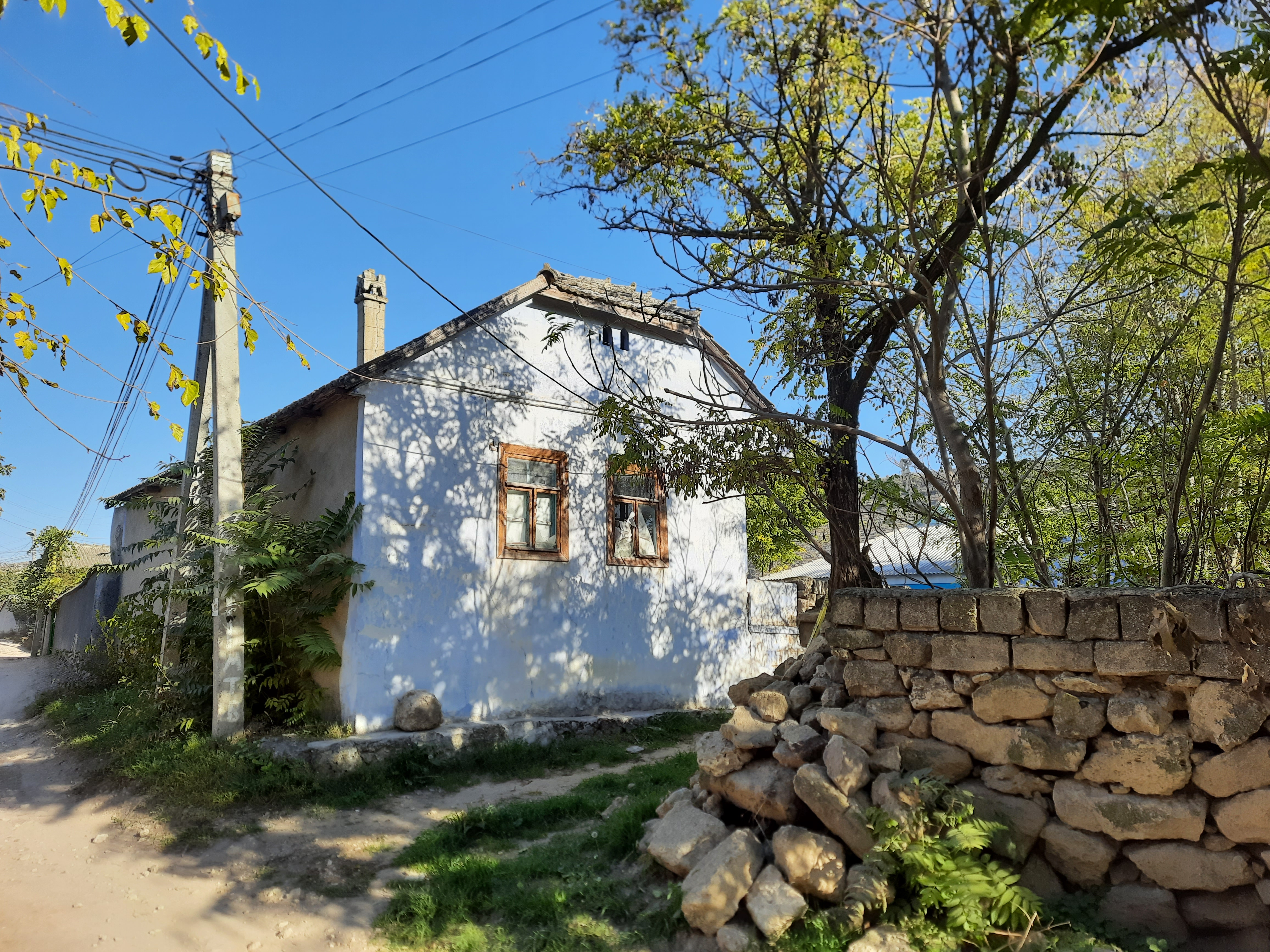
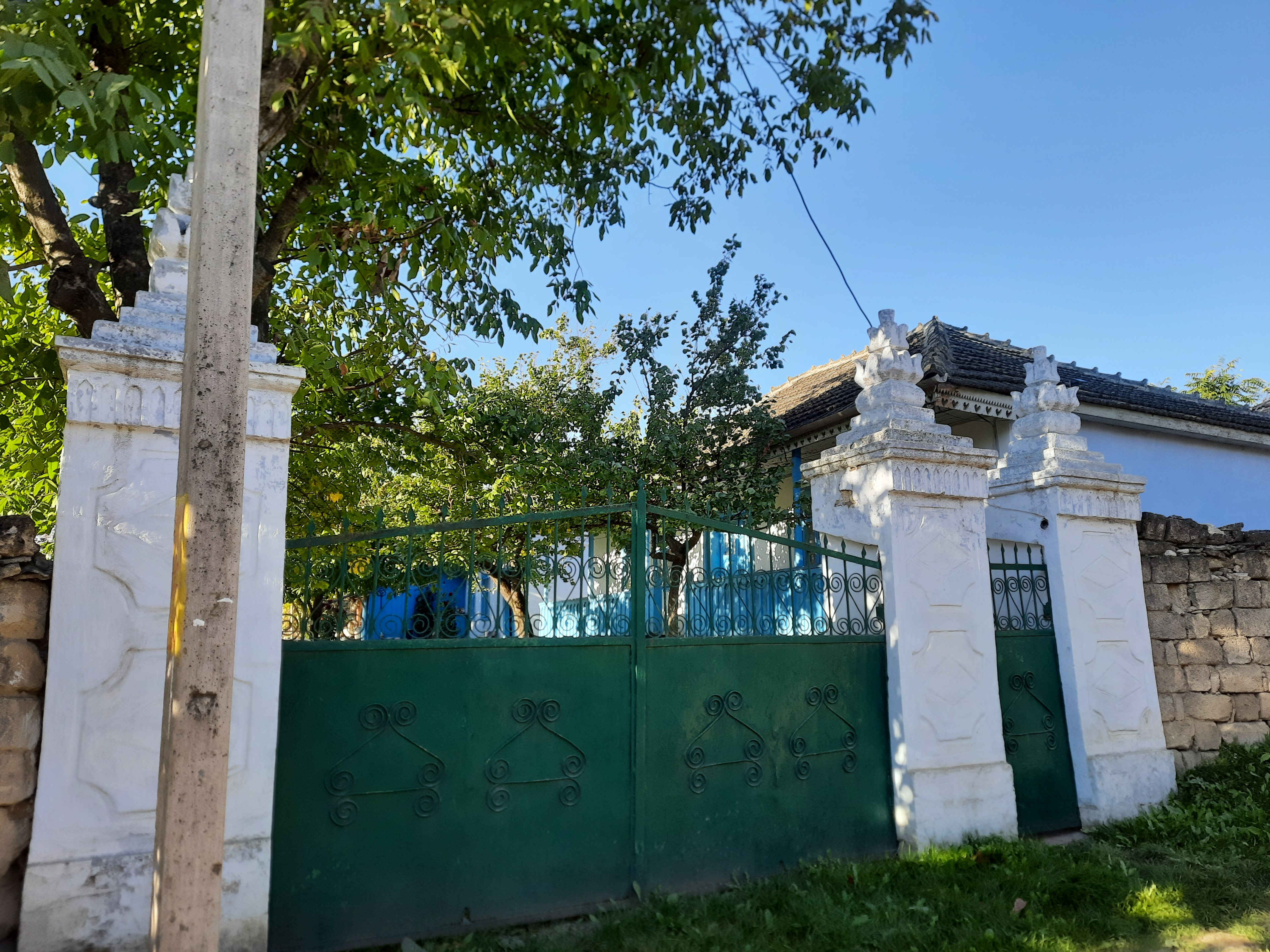
Poartă în stil tradițional
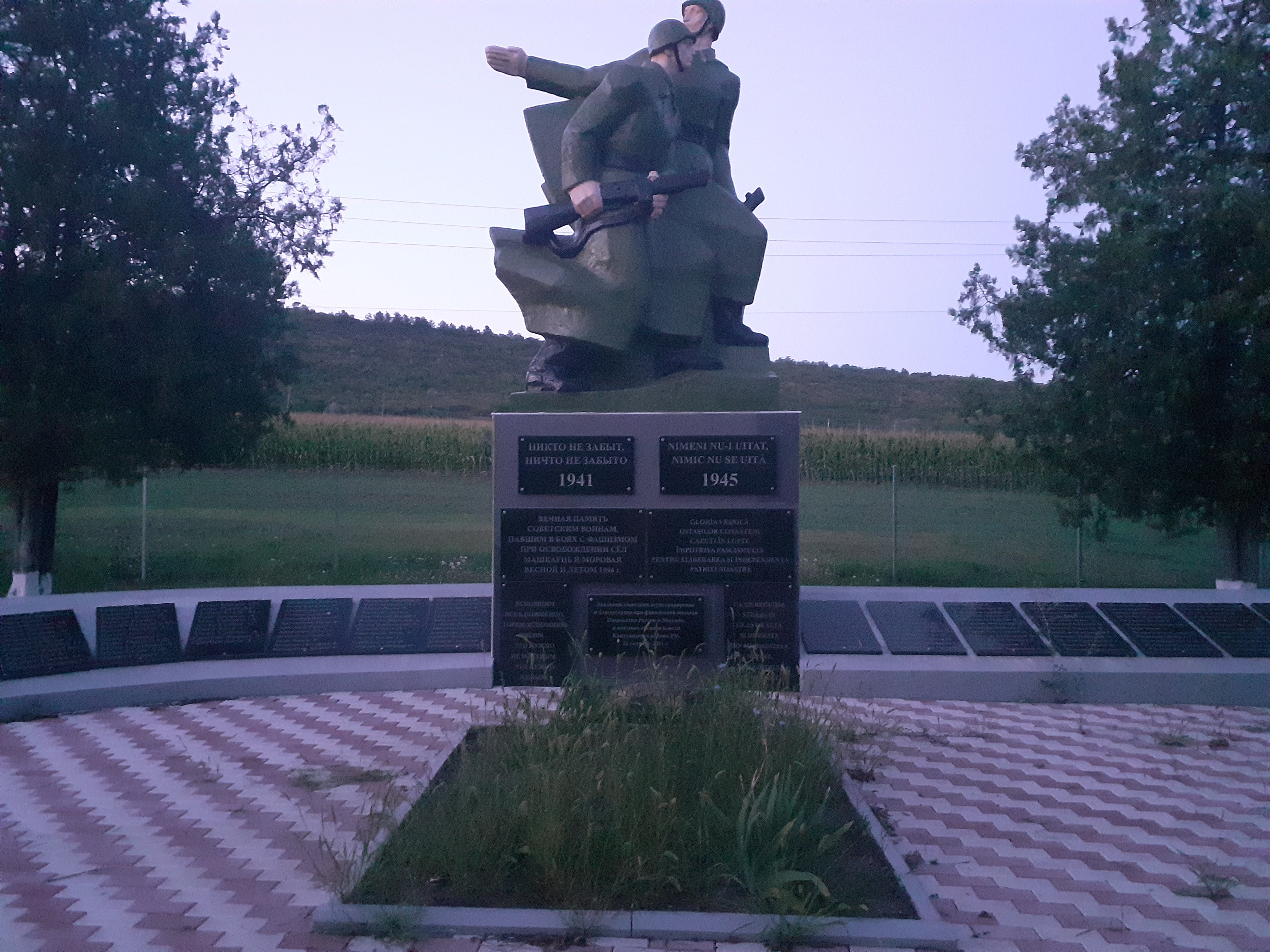
Monument în memoria consătenilor căzuți în Al Doilea Război Mondial.

Vederi panoramice

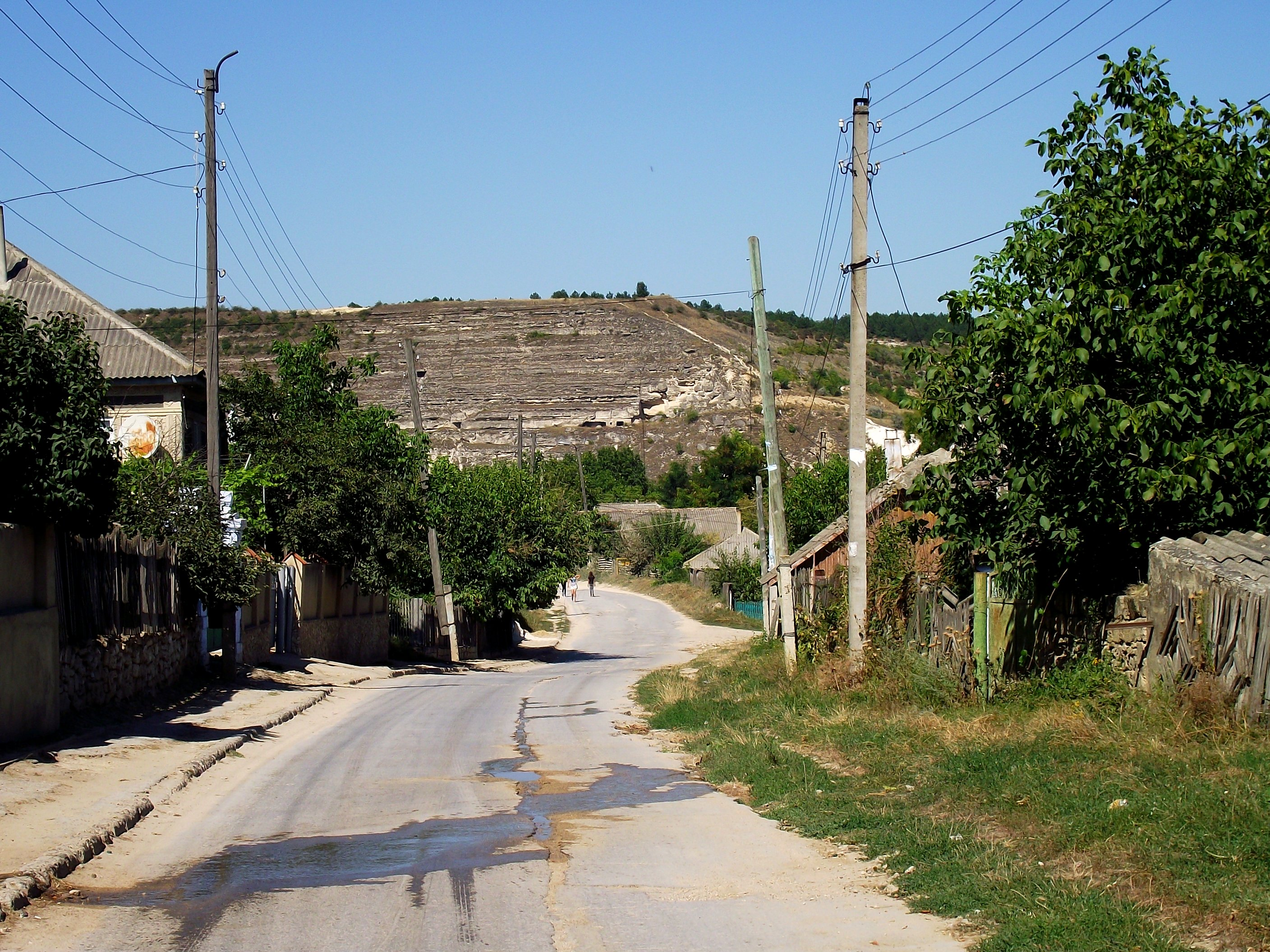
Pe o stradă din sat
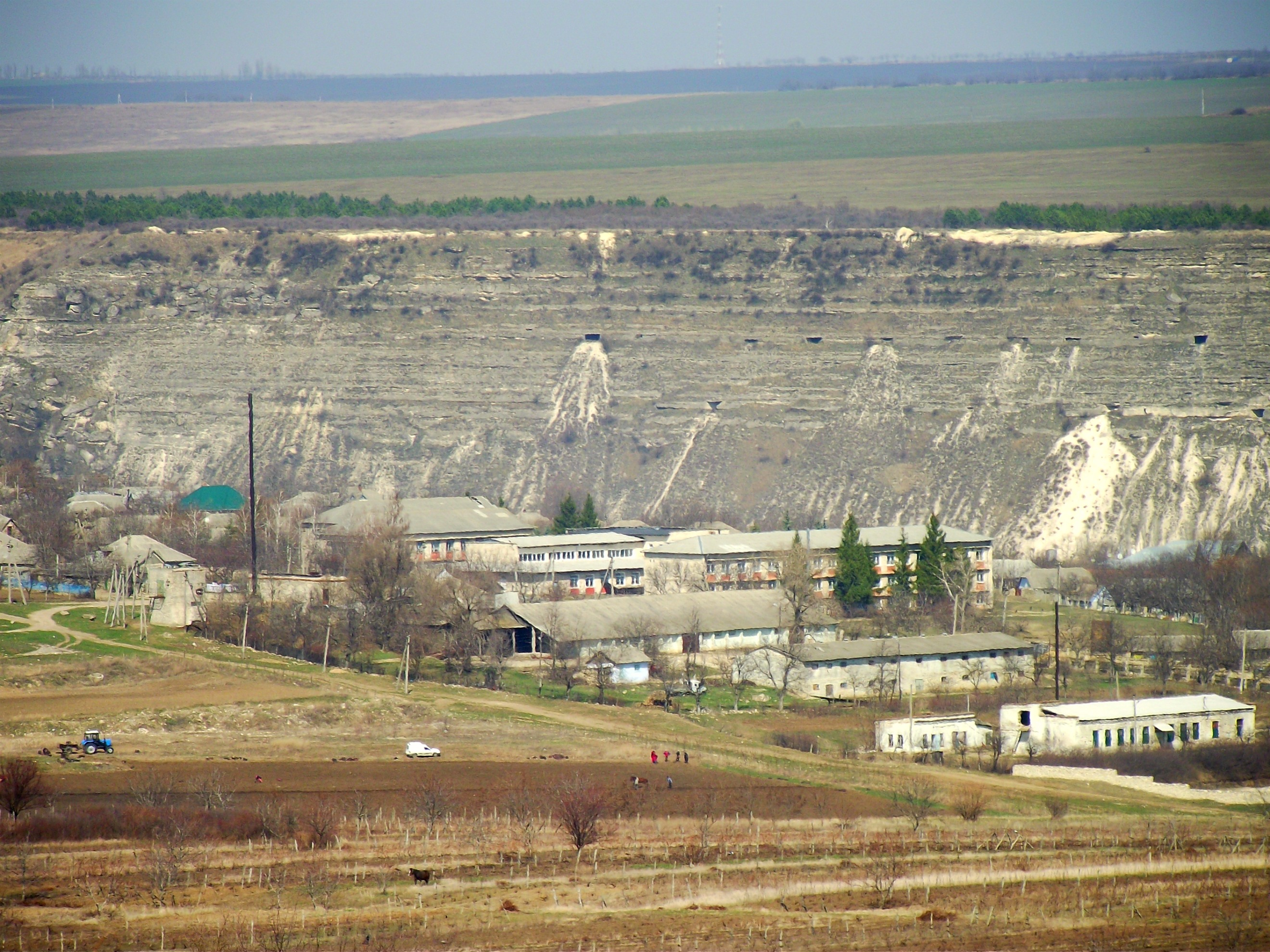
Partea centrală
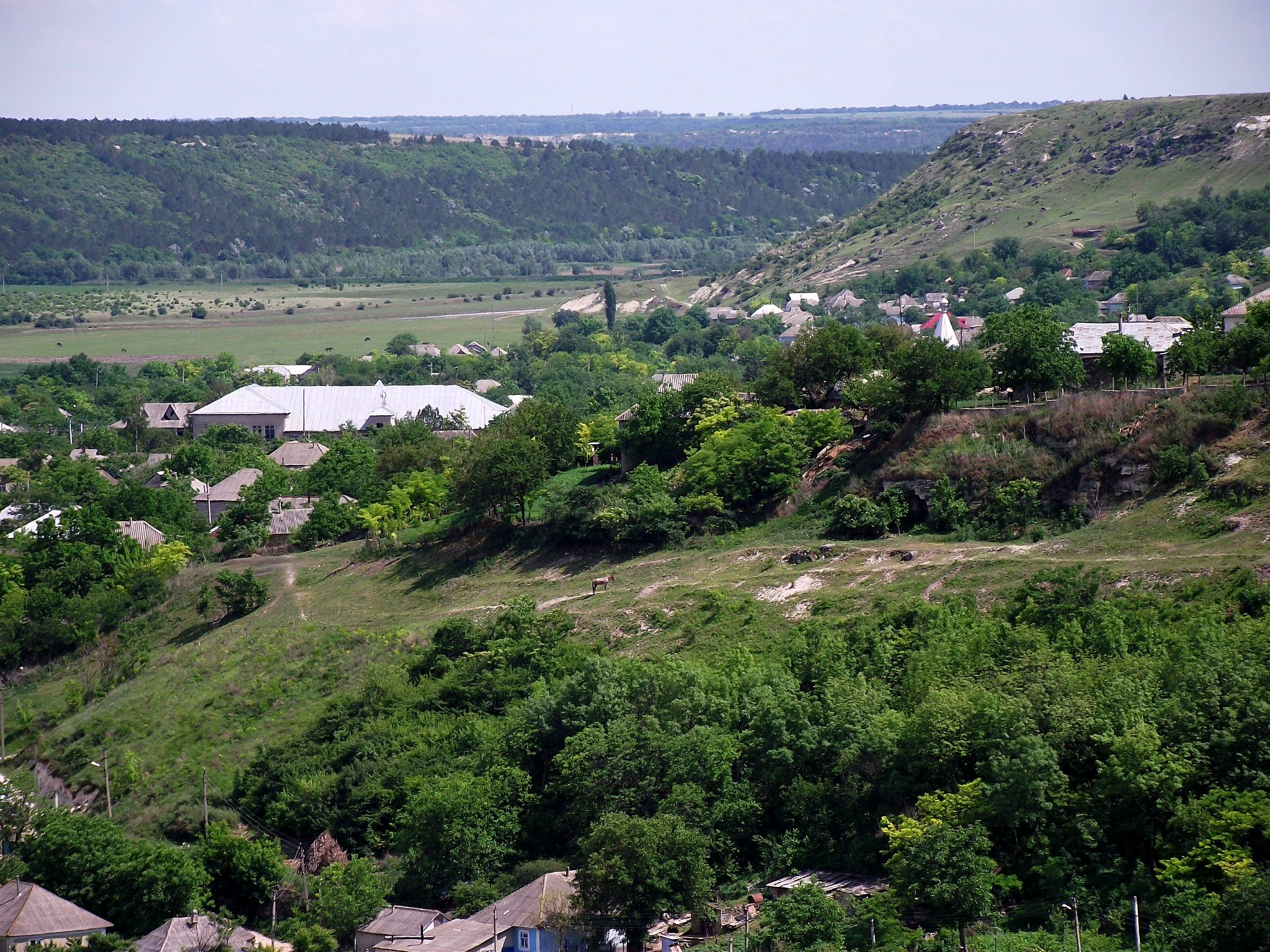
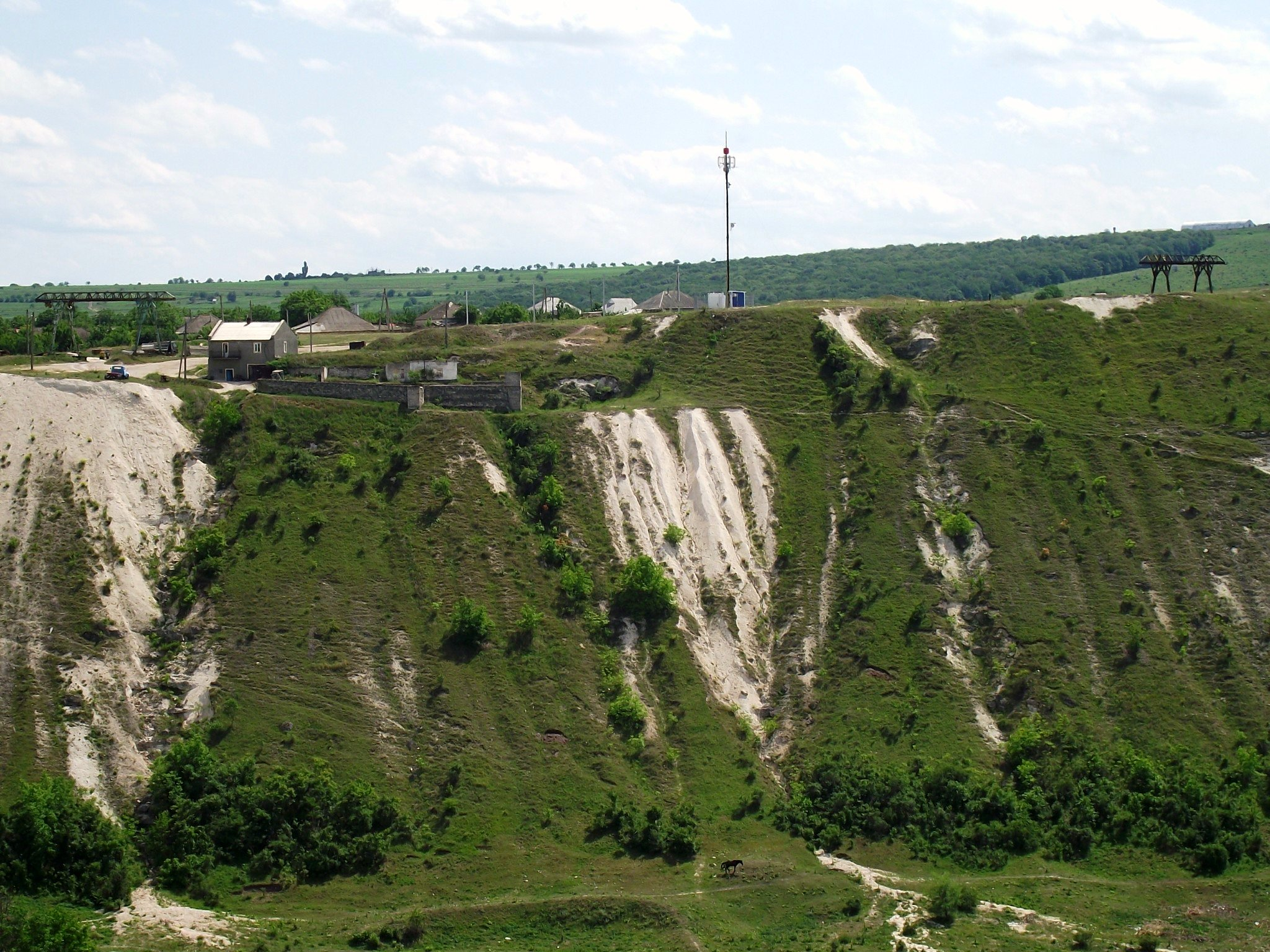
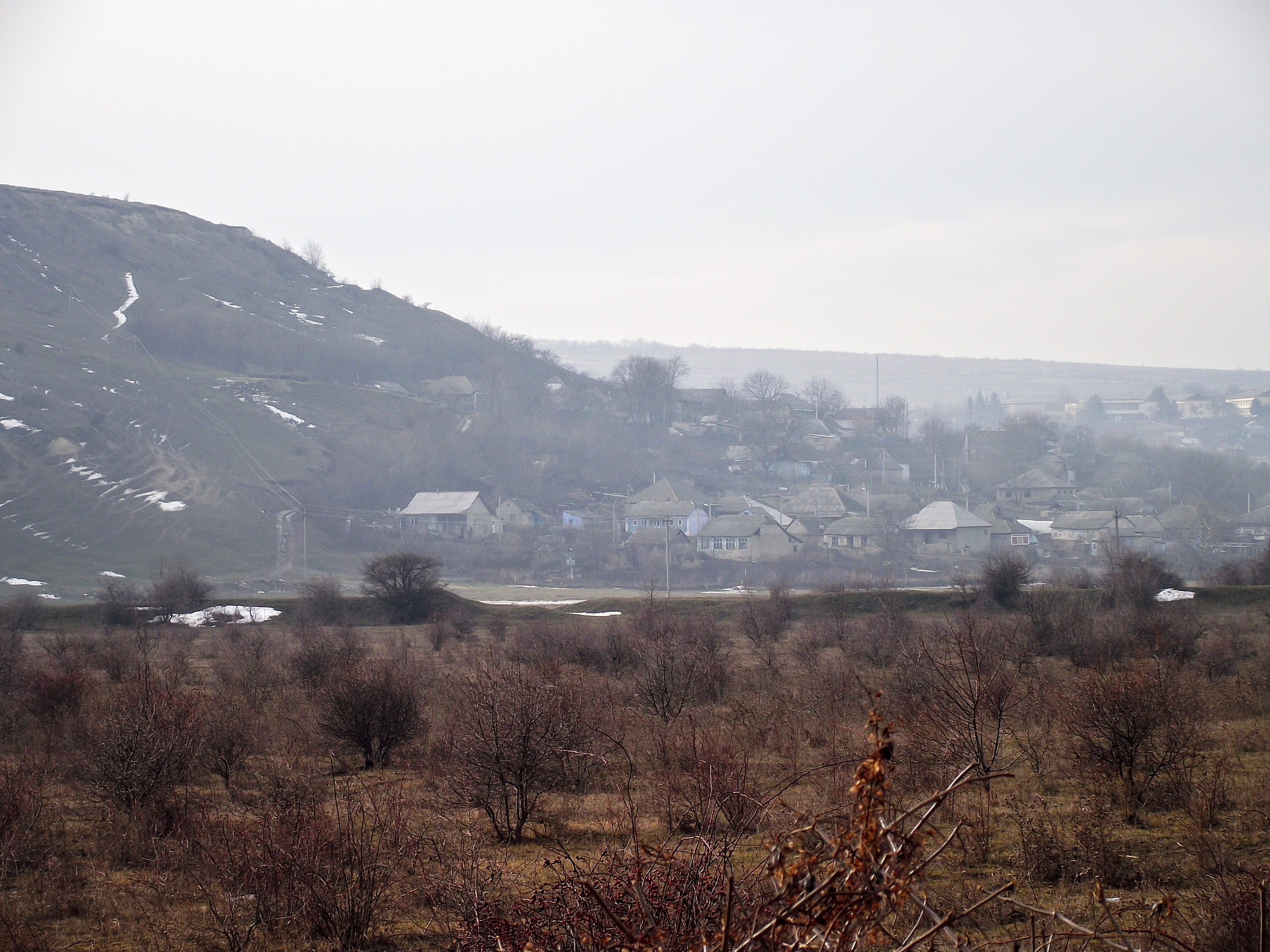
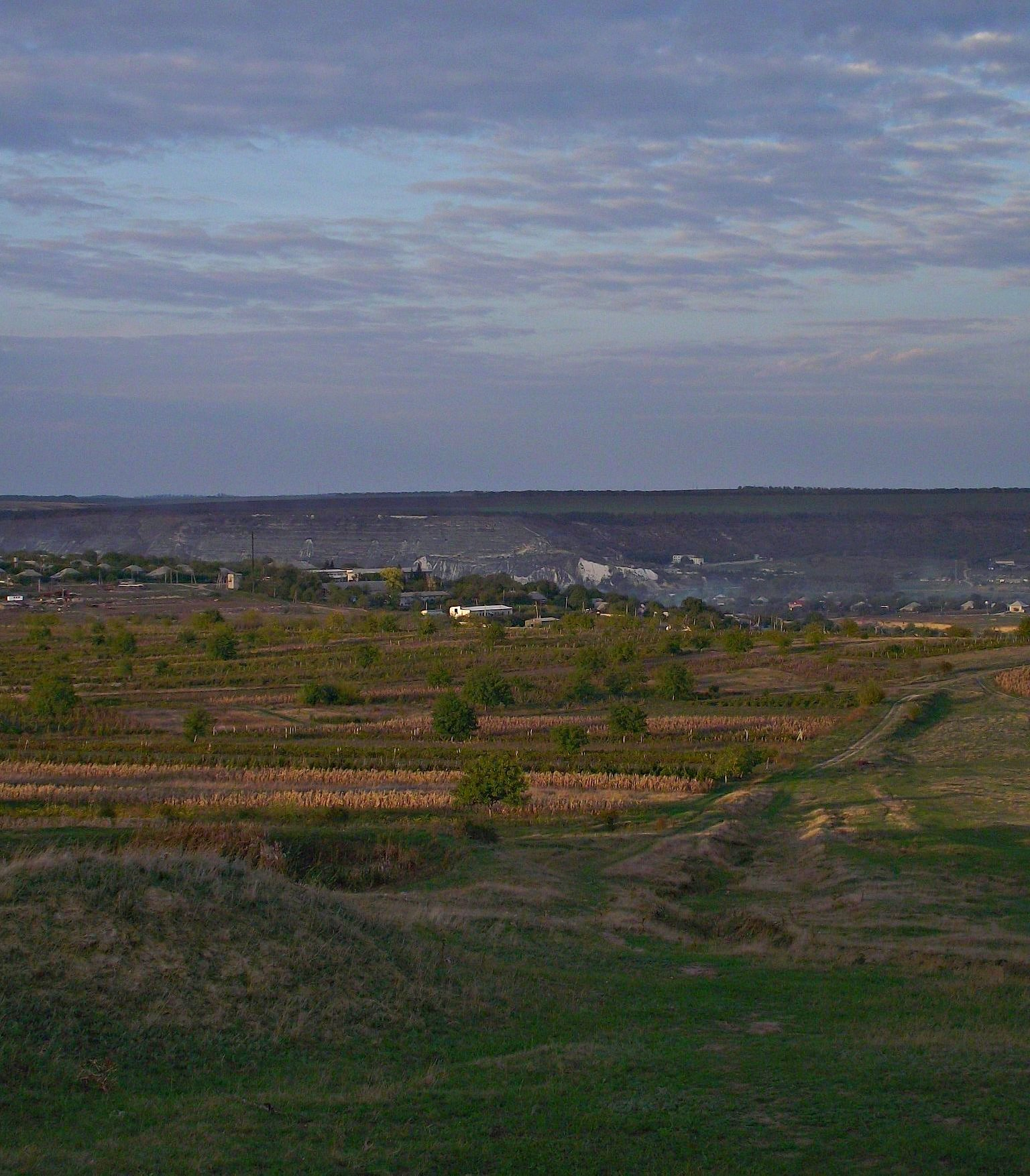
Vedere îndepărtată
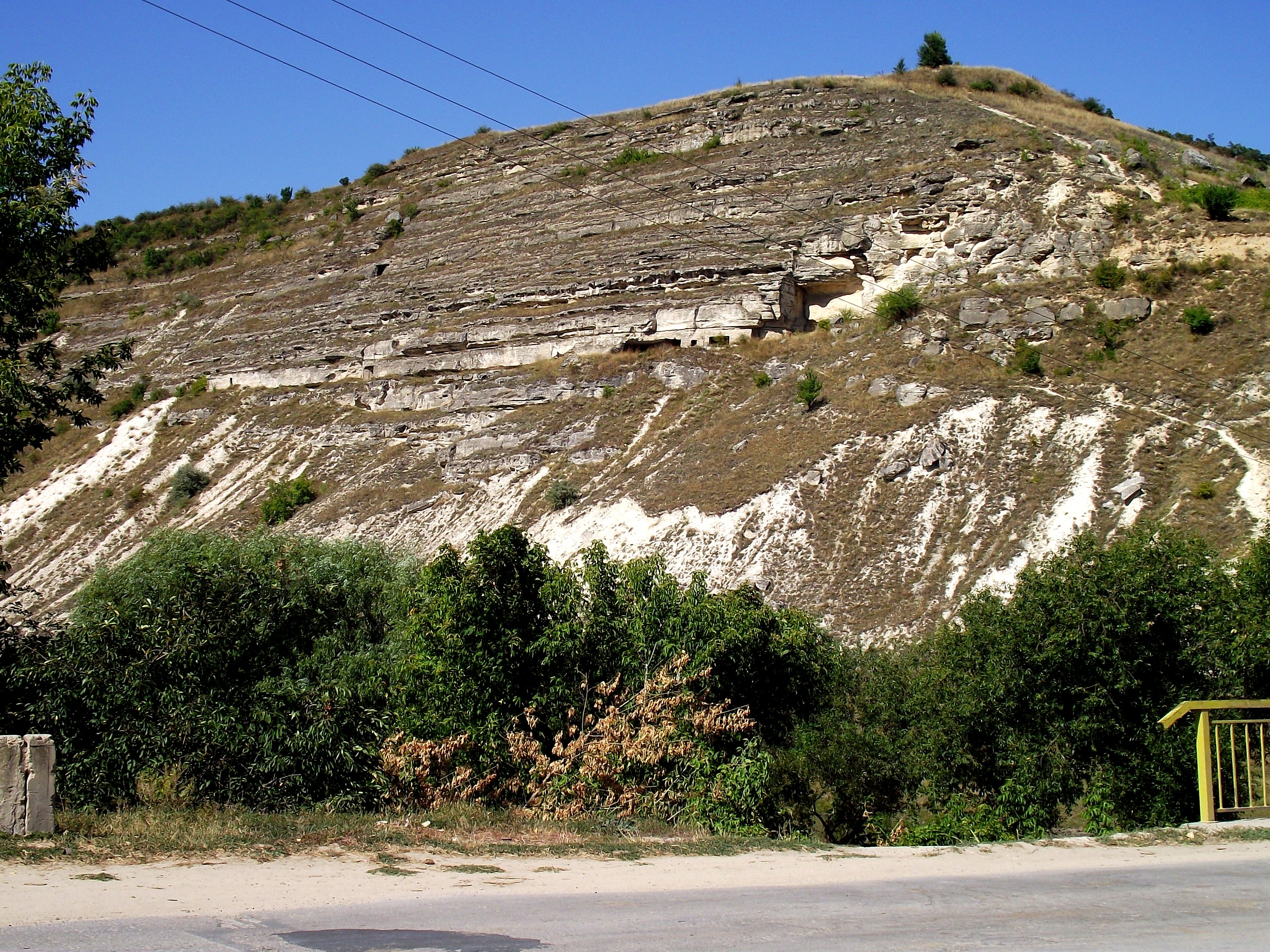
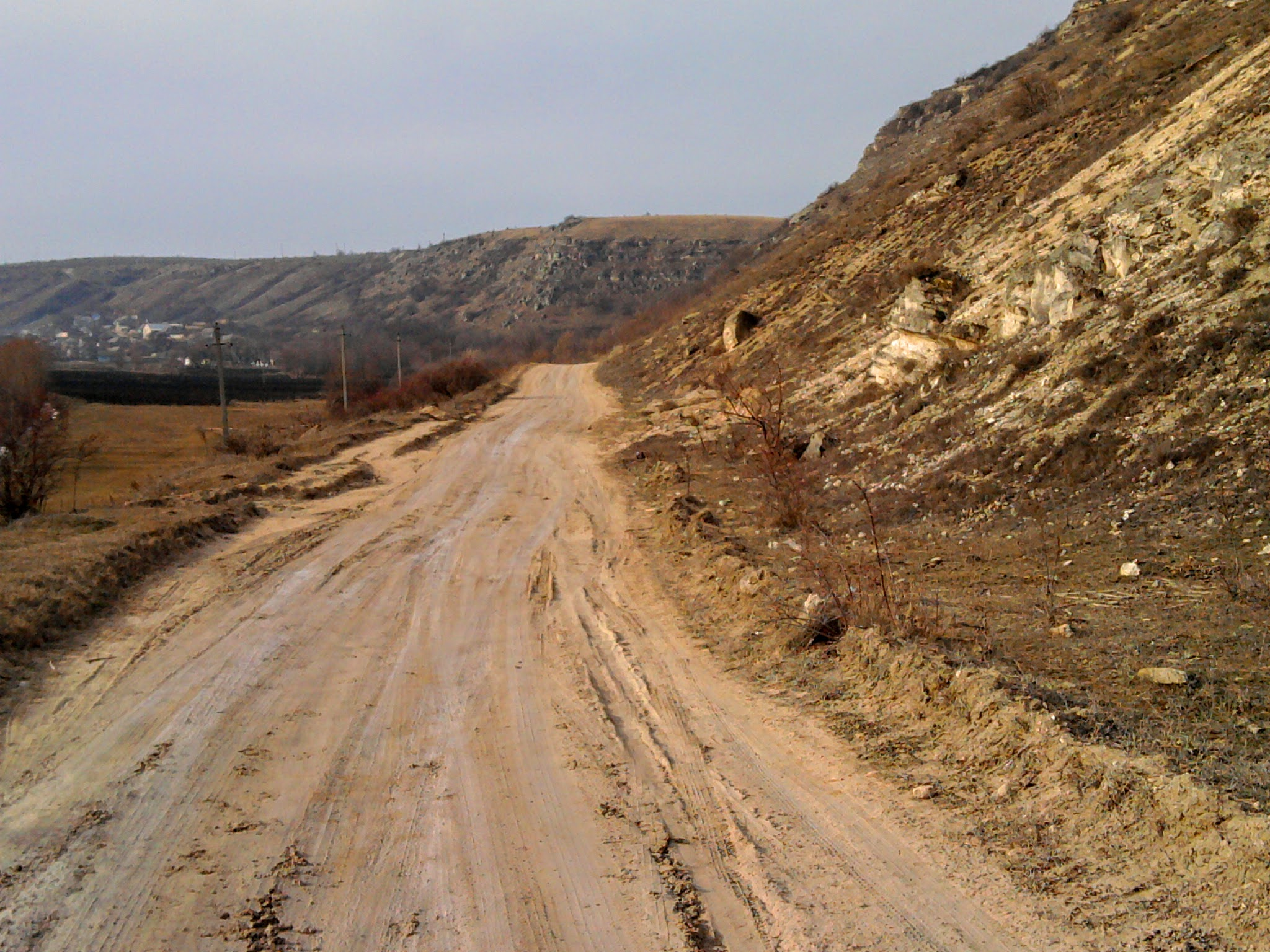